# Суржа Володимир Ілліч
Володимир Ілліч Суржа (8 грудня 1927, Лозова-Павлівка — 6 серпня 2017, Київ) — український музикант, диригент, хормейстер, композитор-аранжувальник, педагог. Заслужений артист УРСР (1969).
Учасник радянсько-японської війни, старшина I статті. Понад 10 років — соліст, хормейстер, диригент-хормейстер Державного заслуженого українського народного хору (1957—1969). Майже 25 років — доцент Київського державного інституту культури (1969—1992), у різні періоди — завідувач кафедри хорового диригування та кафедри українського народного співу, її співзасновник. Учень професора Елеонори Скрипчинської.

## Життєпис
Народився 8 грудня 1927 року в смт Лозова-Павлівка на теперішній Луганщині, у селянській родині. З початком німецько-радянської війни родина евакуювалась у село Зав'ялово (Новосибірська область).
У 1945 році призваний до лав Червоної армії. Брав участь у радянсько-японській війні. З 1946 року проходив службу у складі хору Ансамблю пісні і танцю Тихоокеанського військово-морського флоту, гастролював у Північній Кореї та Порт-Артурі. У 1951 році демобілізований у званні старшини I статті.
У 1954 році закінчив диригентсько-хорове відділення Музичного училища імені Гнесіних (Москва). У 1959 році закінчив Київську консерваторію за спеціальністю «Хорове диригування» (клас професора Елеонори Скрипчинської).
Ще під час навчання почав працювати солістом у Державному заслуженому українському народному хорі. Після закінчення консерваторії обійняв посаду хормейстра. З 1966 року — диригент-хормейстер. Один із найближчих соратників керівника хору Анатолія Авдієвського. Разом з колективом гастролював по всьому СРСР, а також у Бельгії, Канаді, Мексиці тощо. Під час гастролей у Канаді у 1967 році виступи хору аналізував український журналіст-емігрант Петро Волиняк, окремо зупинившись на постаті Володимира Суржі: «Дуже мила людина, невеличкий ростом, розмовляє гарною українською мовою. Спокійний, стриманий характер».
У 1969 році нагороджений званням «Заслужений артист УРСР». Відтоді ж — педагог Київського державного інституту культури. З 1970 по 1972 роки — завідувач кафедри хорового диригування. З 1972 по 1974 роки керував українським народним хором при інституті. У 1973 році затверджений у вченому званні доцента.

Могила Володимира Суржі та його дружини, Байкове кладовище

Співзасновник кафедри народного хорового співу, її завідувач під зміненою назвою (українського народного співу) з 1982 по 1984 роки. Створював хорові стилізації, обробки українських народних пісень. Серед учнів Володимира Суржі — кандидати та доктори наук, доценти та професори, заслужені та народні артисти України Анатолій Капрун, Дарія (Дарина) Гисяк, Тетяна Негрій, Петро Андрійчук тощо.
У 1992 році вийшов на заслужений відпочинок, періодично публікував науково-теоретичні роботи. Помер на 90-му році життя 6 серпня 2017 року. Похований разом з дружиною на Байковому кладовищі (ділянка № 49б, 50°25′2.6″ пн. ш. 30°30′3.81″ сх. д. / 50.417389° пн. ш. 30.5010583° сх. д.).

### Родина
- Брат — актор, народний артист УРСР Юрій Суржа (1937—2019).
- Дружина — хорова диригентка, педагог Елеонора Виноградова (1931—2003)[3].
  - Виховали трьох дітей. Син — композитор Роман Суржа (нар. 1960).

## Науковий доробок (частковий)
- Народні пісні в записах Павла Тичини / П. Г. Тичина ; упоряд., і прим. В. І. Суржа ; вступ. ст. О. А. Правдюк. — Київ: Музична Україна, 1976. — 175 с.
- Методичні поради для керівників самодіяльних народних хорів. — К., 1979.
- Керівництво гуртами українського народного співу: (психолого-педагогічний аспект): навч.-метод. посіб. — 2-е вид. — К., 2001. — С. 594.
- Слово про педагога // Верьовка-Скрипчинська Е. Музикант. Педагог. Людина: спогади / упоряд. В. Горбатюк. — К., 2004. — С. 55–58.

## Нагороди
Військові:
- медаль «За перемогу над Японією»
- медаль «30 років перемоги у Великій Вітчизняній війні 1941—1945 рр.»
- медаль «40 років перемоги у Великій Вітчизняній війні 1941—1945 рр.»
- ювілейна медаль «50 років Перемоги у Великій Вітчизняній війні 1941—1945 рр.»
- ювілейна медаль «60 років Перемоги у Великій Вітчизняній війні 1941—1945 рр.»

Трудові:
- почесна грамота Президії Верховної Ради УРСР (1967)
- заслужений артист УРСР (1969)